# Metasynaptops maculatus
Metasynaptops maculatus es una especie de coleóptero de la familia Attelabidae.

## Distribución geográfica
Habita en Papúa Nueva Guinea y Nueva Guinea en (Indonesia).